# دانييل سوليفان
دانييل سوليفان (بالإنجليزية: Daniel Sullivan)‏ (و. 1987  م) هو لاعب هوكي الجليد كندي، مركز لعبه هو مدافع ‏.

## روابط خارجية
- دانييل سوليفان على موقع EliteProspects.com (الإنجليزية)
- دانييل سوليفان على موقع HockeyDB.com (الإنجليزية)